# Pseudoprospero
Pseudoprospero is een geslacht uit de aspergefamilie. De soort komt voor in Zuid-Afrika. Het geslacht telt slechts een soort: Pseudoprospero firmifolium.